# Amphilophus robertsoni
Amphilophus robertsoni és una espècie de peix de la família dels cíclids i de l'ordre dels perciformes.

## Morfologia
Els mascles poden assolir els 19 cm de longitud total.

## Distribució geogràfica
Es troba a l'Amèrica Central: al vessant atlàntic (des del riu Coatzacoalcos -Mèxic- fins a Hondures).